# Ceromya silacea
Ceromya silacea là một loài ruồi trong họ Tachinidae.